# 格盧博科耶湖 (南極洲)
格盧博科耶湖（英語：Lake Glubokoye），是南極洲的湖泊，位於恩德比地，處於拉格諾耶湖以東，由蘇聯探險隊繪入地圖和命名，現時由南極條約體系管理。